# Lehrgang

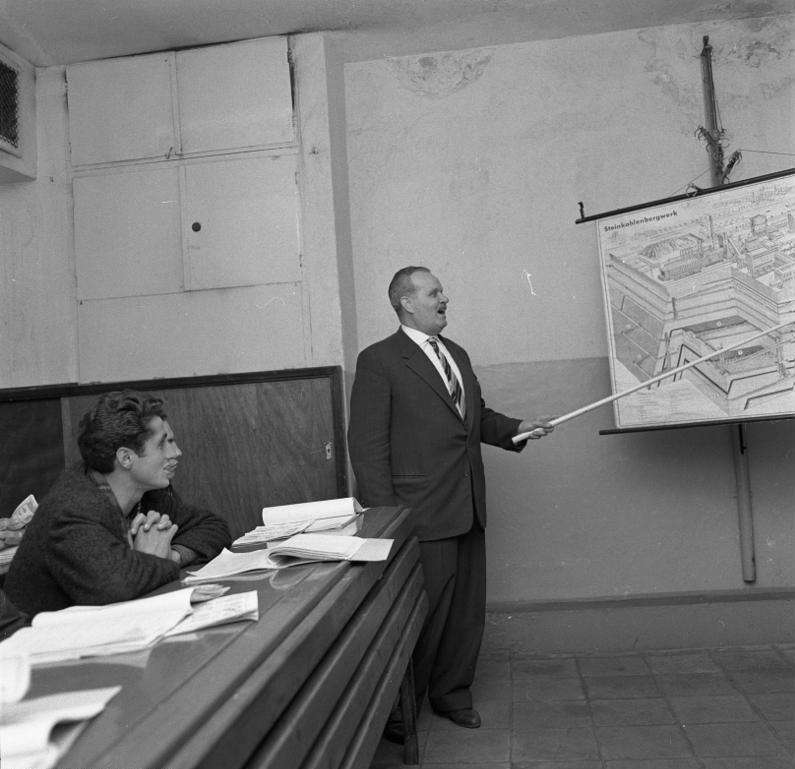
Lehrgang für italienische Gastarbeiter, die im Bergbau eingesetzt werden sollen, Duisburg 1962

Ein Lehrgang (Eindeutschung des lat. cursus im 18. Jahrhundert) ist eine Lehrveranstaltung, in der sich eine begrenzte Gruppe intensiv, oft auch praktisch, mit einem Thema auseinandersetzt. In der Didaktik ist ein Lehrgang eine planmäßige Aufeinanderfolge von Unterrichtseinheiten innerhalb eines Unterrichtsfaches oder einer umfassenden, relativ abgeschlossenen Teilaufgabe des Unterrichtsfaches. Lehrgänge können innerhalb des Curriculums an Schule oder an der Hochschule stattfinden oder im Rahmen der beruflichen Weiterbildung.

## Berufliche Weiterbildung
Im Rahmen der beruflichen Weiterbildung werden Lehrgänge durch den Arbeitgeber angeboten oder als externe Weiterbildung von den Mitarbeitern in Eigeninitiative besucht. Manche Weiterbildungsangebote, die definierten Qualitätsanforderungen genügen, können unter bestimmten Bedingungen auch mit öffentlicher Förderung besucht werden.
Die Förderung der beruflichen Weiterbildung durch die Bundesagentur für Arbeit wurde im Zeitraum zwischen 2009 und 2014 insbesondere unter Ursula von der Leyen um rund 50 Prozent gekürzt. Arbeitslosen wird der Besuch eines Lehrgangs unter bestimmten Voraussetzungen von der Bundesagentur für Arbeit durch den sogenannten Bildungsgutschein in der Regel vollständig bezuschusst. Dabei handelt es sich um eine Ermessensleistung. Die Finanzierung dieser Leistungen hängt davon ab, welches Budget der jeweiligen regionalen Agentur für Arbeit oder dem Jobcenter zur Verfügung steht. Die Förderquote ist konjunkturabhängig.
Manche Unternehmen veranstalten unternehmensinterne Lehrgänge zur Schulung und Erweiterung der Fachkenntnisse ihrer Mitarbeiter, oder stellen Mitarbeiter für die Teilnahme an Lehrgängen von der Arbeit frei und tragen bisweilen auch die Lehrgangsgebühren.
Lehrgänge sind zeitlich begrenzt. Manchmal handelt es sich nur um ein einziges Treffen einer Gruppe. Sie werden oft im Rahmen größerer Veranstaltungen wie Messen, Tagungen oder Festivals angeboten, wo es den Teilnehmern möglich ist, sich auf sehr spezifischen Teilgebieten weiterzubilden.
Kurzschulungen im Arbeitsschutz, zur Arbeitssicherheit und vor allem in der Ausbildung werden Unterweisungen genannt. Für andere spezialisierte Lehrgänge existieren mitunter ebenfalls besondere Bezeichnungen.
Siehe auch: Hochschullehrgang

## Deltaschulung
Insbesondere in der IT werden Schulungen, die sich nur auf die Neuerungen bei einem Versionswechsel beziehen, als Deltaschulungen bezeichnet.